# Украинская миротворческая миссия в Эфиопии и Эритрее
Украинская миротворческая миссия в Эфиопии и Эритрее (ноябрь 2000 г. — июль 2008 г.) — участие офицеров Вооружённых сил Украины в миротворческой операции ООН на эфиопо-эритрейской границе.

## История
В 1990-е годы между Эфиопией и Эритреей возросла военная и политическая напряжённость, происходили постоянные пограничные стычки. Апогеем этого стала пограничная война 1998—2000 годов.
В 2000 году Украина, как председатель заседания Совета безопасности ООН, предложила ввести в зону разграничения между государствами миротворческий контингент.
ООН были приняты резолюции СБ 1312 и 1320, на основании которых в пограничье размещались международные силы. Украинское руководство считало, что участие государства в урегулировании конфликта Эфиопии и Эритреи соответствует интересам поддержания международного мира и безопасности, национальным интересам государства, поэтому на основании Закона «О участии Украины в международных миротворческих операциях», власти позволили направление контингента в составе штабных офицеров и наблюдателей в зону напряжённости.
С 2004 по 2008 год в состав миссии были направлены 43 офицера ВС Украины для прохождения службы на должностях военных наблюдателей. Постоянный контингент составлял 7 человек.

## Задачи
- проведение операции по поддержании мира и безопасности в созданной временной зоне безопасности (ВЗБ);
- наблюдение за путём патрулирования и установленных контрольно-пропускных пунктов;
- расследование случаев нарушения границ военнослужащими и подразделениями, расследование случаев открытия огня, противоправных действий против мирного население с обеих сторон;
- наблюдение за местами расположения подразделений милиции;
- обеспечение обозначения границ на местности;
- обеспечение безопасности заседаний Военно-координационного комитета;
- оказание помощи созданной в Женеве Комиссии по установлении границ для урегулирования кризиса;
- в сотрудничестве с международными гуманитарными организациями содействовать возвращению беженцев и перемещённых лиц на свои месте.

## Завершение
В связи с установлением прочного мира и урегулированием конфликта с территории Эритреи и Эфиопии в 2008 году миротворческий контингент, в том числе украинские офицеры наблюдательной миссии, выведен.